# Thon Buri (distretto)
Thon Buri (in thailandese: ธนบุรี) è uno dei 50 distretti (khet) di Bangkok, la capitale della Thailandia. Si trova e prende il nome da Thonburi, la vasta parte di Bangkok situata a ovest del fiume Chao Phraya.